# Balfate
Balfate es un municipio del departamento de Colón en la República de Honduras. Su extensión territorial es de 332.9 km².

## Toponimia
Debe su nombre por su ubicación muy cerca del río Balfate.

## Límites
| Orientación | Límite                          |
| ----------- | ------------------------------- |
| Norte       | Mar Caribe                      |
| Sur         | Municipio de Sonaguera, Colón   |
| Este        | Municipio de Trujillo, Colón    |
| Este        | Municipio de Santa Fe, Colón    |
| Oeste       | Municipio de Jutiapa, Atlántida |

## Historia
El indicio más temprano de esta localidad se ubica en el año 1836 como una aldea de pescadores. Pero según AMHON (Asociación de Municipios de Honduras) el municipio de Balfate data su creación el 22 de junio de 1881.

## Población
De acuerdo al censo oficial de 2013 tenía una población de 13,103 habitantes. Según estimaciones a julio de 2020 tenía una población de 13,462 habitantes.

## Fiesta patronal
Las fiestas patronales son celebradas en el mes de junio en honor a San Luis Gonzaga.

## Política
| Puesto        | Funcionario                      | Partido político       |
| ------------- | -------------------------------- | ---------------------- |
| Alcalde       | Daniel Gavarrete Suazo           | Partido Nacional       |
| Vicealcaldesa | Delia Leonarda Quioto Leiva      | Partido Nacional       |
| Regidor 1     | Otilio Pérez Contreras           | Libertad y Refundación |
| Regidora 2    | María del Carmen Alberto Ramírez | Partido Nacional       |
| Regidor 3     | Ángel Joel Guevara Mejía         | Libertad y Refundación |
| Regidor 4     | Santos Isabel Crisanto Róchez    | Partido Nacional       |
| Regidora 5    | Danely Mabel Antúnez Sánchez     | Libertad y Refundación |
| Regidor 6     | Santos Gerbacio Arzú García      | Partido Nacional       |
| Regidor 7     | José Santos Orellana Rivera      | Libertad y Refundación |
| Regidor 8     | Douglas Roberto García García    | Partido Liberal        |

## División política
- Aldeas: 18 (2013)
- Caseríos: 81 (2013)

| Código administrativo | Aldea           |
| --------------------- | --------------- |
| 020201                | Balfate         |
| 020202                | Arenalosa       |
| 020203                | Bambú           |
| 020204                | Cuyamel         |
| 020205                | El Cenizo       |
| 020206                | El Porvenir     |
| 020207                | El Satal        |
| 020208                | El Satalito     |
| 020209                | Las Crucitas    |
| 020210                | Las Flores      |
| 020211                | Las Mangas      |
| 020212                | Limera          |
| 020213                | Lis Lis         |
| 020214                | Lucinda         |
| 020215                | Planes de Bambú |
| 020216                | Río Coco        |
| 020217                | Río Esteban     |
| 020218                | San Luis        |